# 响水化工厂爆炸谣言事件
响水化工厂爆炸谣言事件，又称响水大逃亡，是指2011年2月10日凌晨，江苏省盐城市响水县有人传言陈家港化工园区大和化工企业发生氯气泄漏，随时可能发生爆炸，导致响水县陈家港镇、双港镇等镇区部分群众产生恐慌情绪并离家外出，混乱中导致4人死亡。

## 事件经过
2011年2月10日凌晨，江苏省盐城市响水县有人传言陈家港化工园区大和化工企业发生氯气泄漏，随时可能发生爆炸，（另有媒体说法：陈港化工园区发生爆炸导致氯气泄漏），导致陈家港镇、双港镇等镇区部分群众产生恐慌情绪并冒着严寒和雪离家外出。当地群众向媒体表示，凌晨一两点钟听到了氯气泄露并且有可能爆炸的消息，人们穿戴整齐领着大包小包，开着各种各样的车辆在公路上“逃亡”，估计人数有上万人。由于道路湿滑、路上拥挤，发生了不少交通事故，其中一起农用三轮车翻车落水事故，导致老小4人死亡。
2月10日11时30分，响水县政府召开新闻发布会，称该事件是一起因谣言而起的恐慌事件，事件已得到平息。根据响水县官方消息，截至2月11日下午6时，4名死者遗体均已火化。死者家属表示他们将会得到政府支付的每人25万元的安抚金。
2月12日，响水县政府新闻发言人周厚良表示“经调查，这是一起由谣传引起的群众恐慌事件。”13日，响水县政府通报，事件中两名犯罪嫌疑人被刑事拘留、两名违法行为人被行政拘留。据称，2月9日晚10时许，犯罪嫌疑人刘某在给响水生态化工园区某工厂送土过程中，发现工厂车间冒热气。后告之桑某，由此传播出去。另一犯罪嫌疑人朱某则是因为打电话给村支书询问是否漏气，而被刑事拘留。
普通民众表示再听到传言，仍然会跑。“还得跑，我们宁愿相信这是真的，保命要紧”。该事件之前的几年时间里，响水县化工园区发生过两起导致多人伤亡的安全事故，其中2007年11月28日的一起事故在中国政府网上还能查到。